# Hermanville
Hermanville is een gemeente in het Franse departement Seine-Maritime (regio Normandië) en telt 102 inwoners (2009). De plaats maakt deel uit van het arrondissement Dieppe.

## Geografie
De oppervlakte van Hermanville bedraagt 4,7 km², de bevolkingsdichtheid is dus 21,7 inwoners per km².
De onderstaande kaart toont de ligging van Hermanville met de belangrijkste infrastructuur en aangrenzende gemeenten.

## Demografie
Onderstaande figuur toont het verloop van het inwonertal (bron: INSEE-tellingen).